# وزنا
وزنا، روستایی از توابع بخش ارجمند شهرستان فیروزکوه در استان تهران ایران است.

## جمعیت
این روستا در دهستان دوبلوک قرار دارد و براساس سرشماری مرکز آمار ایران در سال ۱۳۸۵، جمعیت آن ۳۵۷ نفر (۹۵خانوار) بوده‌است.

## زبان
اهالی وزنا به زبان مازندرانی تکلم می‌کنند.